# Syntrichia latifolia
Syntrichia latifolia egy lombosmoha faj a Pottiaceae családból. Korábban a Tortula nemzetségbe tartozott ezért szinonim neve a Tortula latifolia Bruch ex Hartm.

## Megjelenése
Syntrichia latifolia laza, kékes-, feketészöld gyepet képez. A növények 1–3 cm magasak. A rozettába rendeződött levelek csúcsa lekerekített, körülbelül 3 mm hosszúak kanál (spatulate) alakúak, szárazon összecsavarodottak, nedvesen laposan kiterülnek. A levélszél enyhén begöngyölt. Az erős levélér a csúcs előtt véget ér, nem fut ki a levél csúcsán.
A levéllemez sejtjei az alapnál négyszögletesek, kissé hosszúkásak, simák és átlátszóak, a levéllemez felső részén  kerek-hatszögletűek, mindkét oldalukon papillásak (sejtkitüremkedés), klorofillban gazdagok. A levélér hátoldala egy- vagy kétágú papillákkal borított.
Ez a faj kétlaki. Spóratokot nagyon ritkán fejleszt; de ha van az egyenes vagy kissé hajlott, hosszúkás, hengeres alakú. A sárgás piros toknyél akár 8 mm hosszú is lehet. Peristomium fogak 1 mm hosszúak. A papillázott spórák 10-15 mikrométer nagyságúak.
Általában vegetatív úton szaporodik gömb alakú több sejtű sarjmorzsákkal, amik 24-36 mikrométer átmérőjűek és a levelek alsó és belső felén találhatóak.

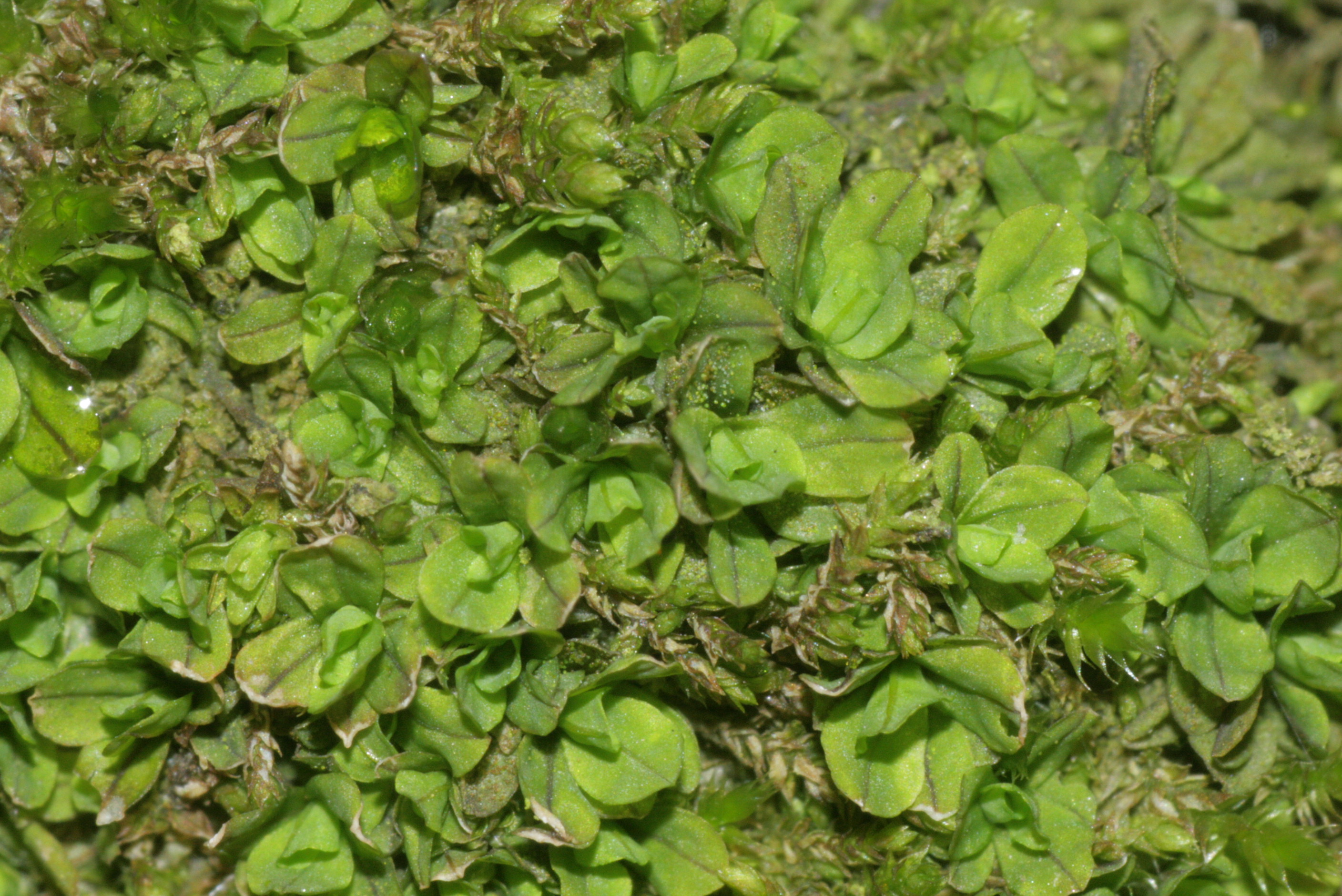
Habitus kép
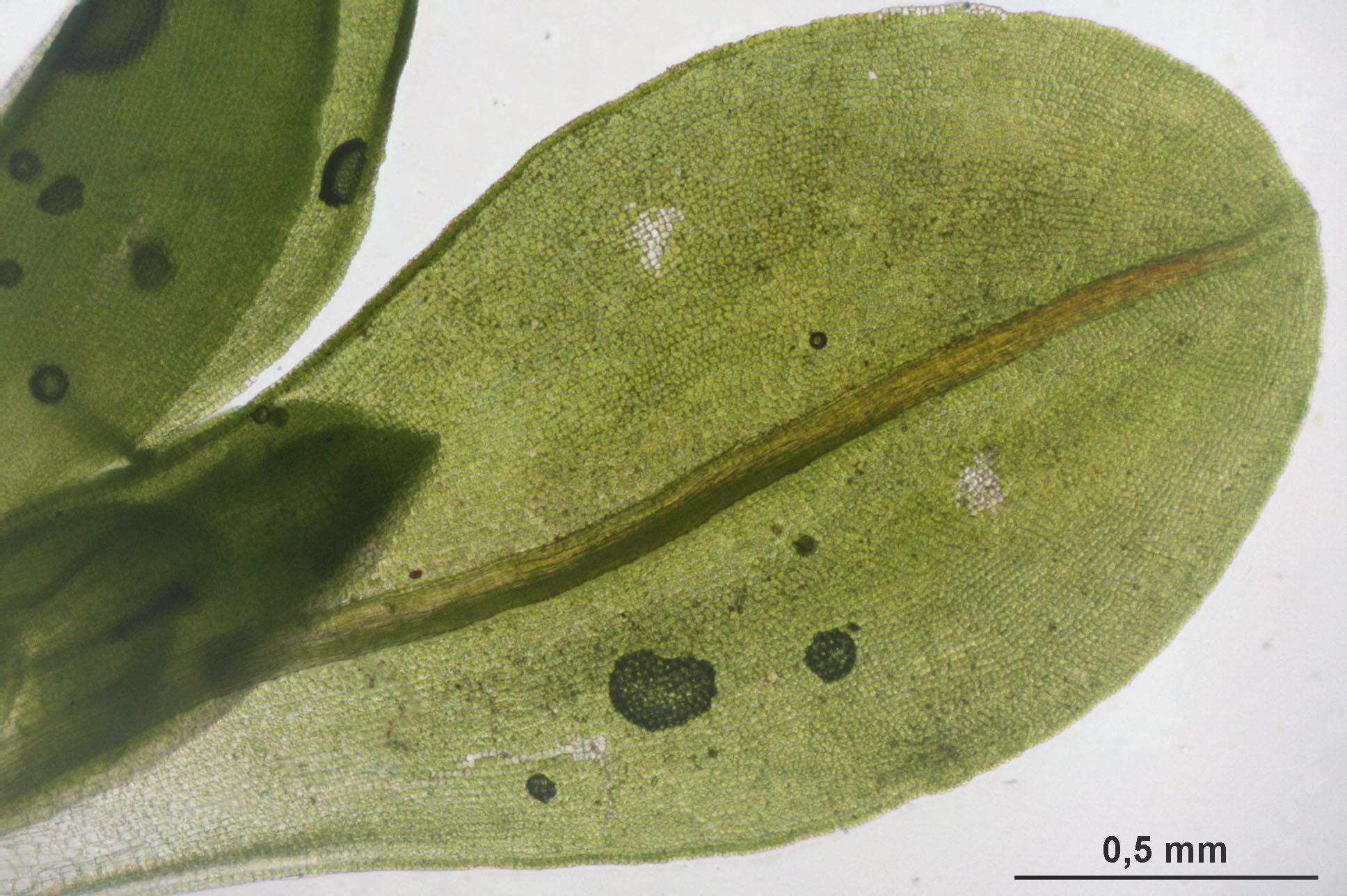
Kanál alakú levél, jól látszik, hogy a levélér nem ér ki a levél csúcsáig.
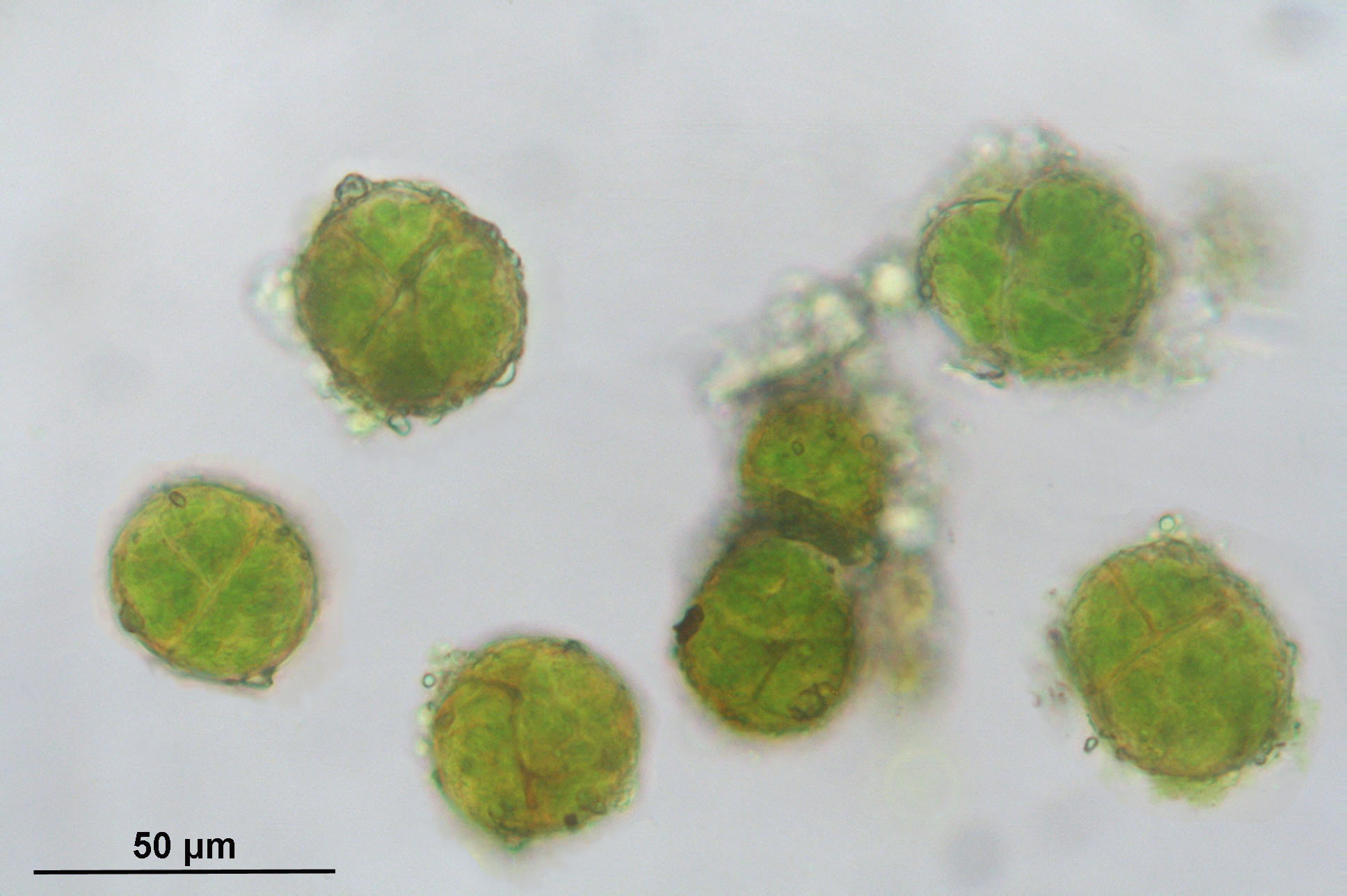
Sarjmorzsák

## Élőhelye
Ez a faj az ártereken nagyon gyakori, különösen a nagyobb folyók melletti puhafa ligetekben. Fűzfákon, nyárfákon a napsütéses vagy félárnyékos helyeket kedveli. Ritkábban nő falakon, homokon vagy köveken. Nem viseli el a tartós vízborítottságot, de a magas páratartalomra szüksége van.
Más mohák amikkel együtt megtalálható ezeken az élőhelyeken: Leskea polycarpa, Bryoerythrophyllum recurvirostrum , Didymodon nicholsonii.

## Elterjedése
Északnyugat-Amerikában és egész Európában megtalálható, csak a nagyon északi és keleti részeken valamint a magashegységekből hiányzik. Közép-Európa folyókkal szeldelt sík, alacsonyabban fekvő részein gyakori. Magyarországon is elterjed a Duna és a Tisza árterében.

## Fordítás
Ez a szócikk részben vagy egészben  a   Syntrichia latifolia című német Wikipédia-szócikk ezen változatának fordításán alapul.  Az eredeti cikk szerkesztőit annak laptörténete sorolja fel. Ez a jelzés csupán a megfogalmazás eredetét és a szerzői jogokat jelzi, nem szolgál a cikkben szereplő információk forrásmegjelöléseként.